# 폴리에스터

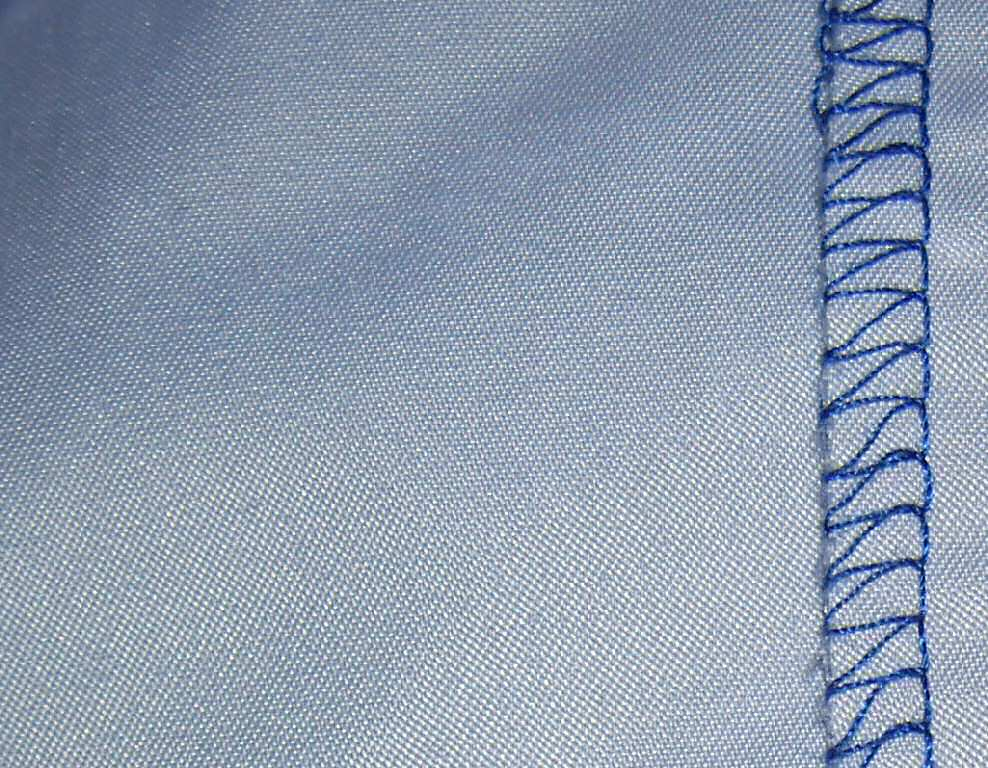
폴리에스터 셔츠를 확대한 모습.

폴리에스터(polyester)는 내구성이 강하지만 흡습성이 없는 중합체의 일종이다. 산에 강하지만 열에 약하며 주름이 잘 가지 않고 모양도 잘 변하지 않는다.
많은 사람들이 폴리에스터 원단을 방수로 착각하지만, 고어텍스와 같은 방수의 기능은 없고 빠른 흡수와 배출의 기능이 있다.

## 폴리에스터 섬유
폴리에스터 섬유(polyester fiber)는 2가 알코올과 디카르복시산이 탈수, 축합하여 에스테르 결합을 만들어 연결한 사슬 모양 중합체의 총칭으로, 대표적인 것에는 에틸렌글리콜과 테레프탈산이 혼성 중합한 폴리에틸렌 테레프탈라이트가 있다. 원료 단위체는 모두 석유에서 얻을 수 있는 P－크실렌·에틸렌으로 합성된다. 내열성이 다른 섬유보다 뛰어나서 산·알칼리·유기 용제에 녹지 않으며, 탄성이 커서 주름이 생기지 않고 잘 마르며 형태가 망가지지 않는 것 등 특징이 있다. 상품명 테트론은 이 섬유를 말한다.

## 종류
| 합성     | 유형       | 예                                                  |
| 합성     | 유형       | 폴리에스터                                          |
| -------- | ---------- | --------------------------------------------------- |
| 지방족   | 호모폴리머 | 폴리글리콜리드 (PGA)                                |
| 지방족   | 호모폴리머 | 폴리락트산 (PLA)                                    |
| 지방족   | 호모폴리머 | 폴리카프롤락톤 (PCL)                                |
| 지방족   | 호모폴리머 | 폴리히드록시알카노에이트 (PHA)                      |
| 지방족   | 호모폴리머 | 폴리하이드록시뷰티레이트 (PHB)                      |
| 지방족   | 공중합체   | 아디프산 폴리에틸렌 (PEA)                           |
| 지방족   | 공중합체   | 폴리뷰틸렌 숙신네이트 (PBS)                         |
| 지방족   | 공중합체   | Poly(3-hydroxybutyrate-co-3-hydroxyvalerate) (PHBV) |
| 반방향족 | 공중합체   | 폴리에틸렌 테레프탈레이트 (PET)                     |
| 반방향족 | 공중합체   | 폴리부틸렌테레프탈레이드 (PBT)                      |
| 반방향족 | 공중합체   | en:Polytrimethylene terephthalate (PTT)             |
| 반방향족 | 공중합체   | en:Polyethylene naphthalate (PEN)                   |
| 방향족   | 공중합체   | 벡트란                                              |

## 합성
(n+1) R(OH)2 + n R ’(COOH)2 → HO[ROOCR´COO]nROH + 2n H2O

## 같이 보기
- 에폭시
- 극세사
- 폴리아마이드
- 레이온